# Аскинська печера

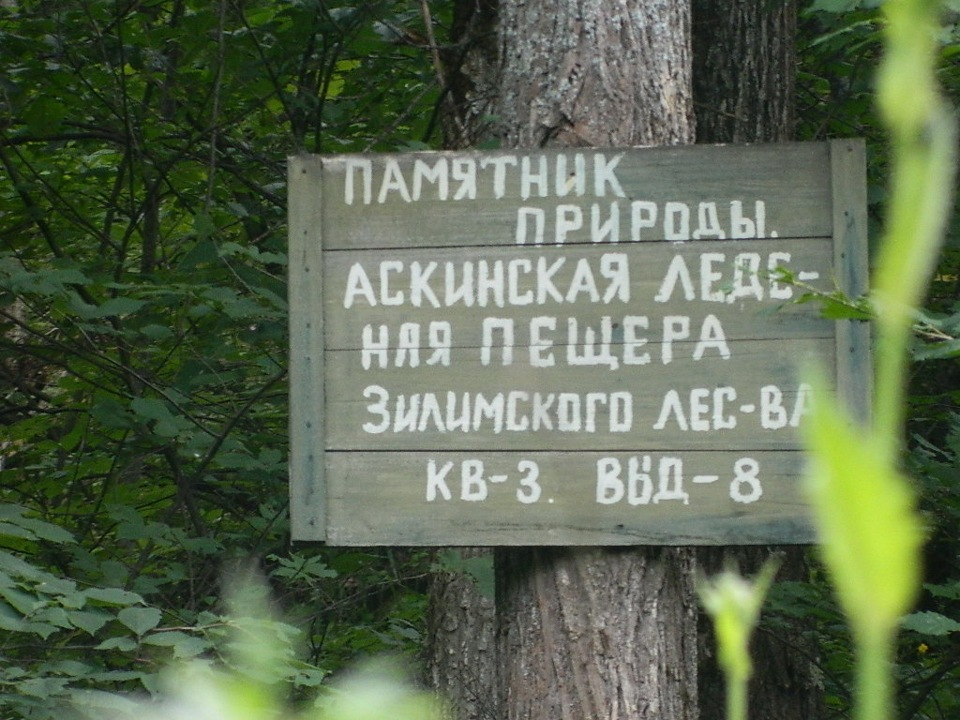
Аскинська печера. Табличка

Аски́нська крижана печера (башк. Аҫҡын мәмерйәһе) — печера в Гафурійському районі Башкортостану, пам'ятка природи державного значення (1965).
Печера знаходиться на східному схилі хребта Улутау, за 8 км на північний схід від села Коварди.
Карстова печера, утворена у вапнякових відкладах девону та карбону.
Вхід до печери знаходиться на висоті 70 м над рівнем річки Малий Аскин. Вхід має стрімкий спуск довжиною 20 м, вкритий льодом, в кінці переходить у рівну льодяну підлогу. У залі довжиною 104 м, максимальною шириною 61 м, висотою 26 м розташовано 26 сталагмітів висотою до 1 м, 17 сталагмітів висотою до 11 м та діаметром 2,2 м. Температура у печері становить −4 °C.

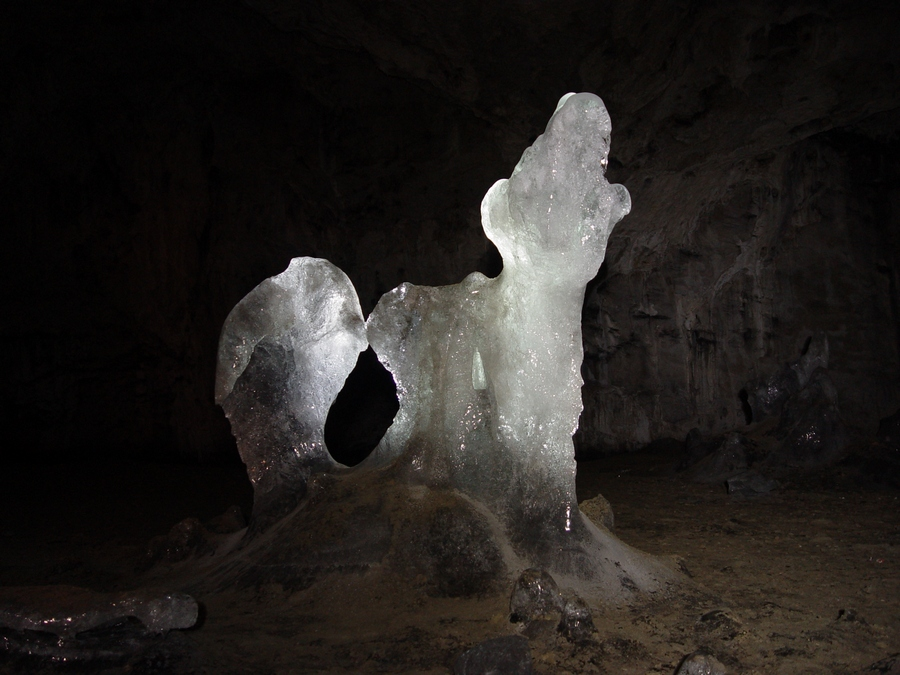
Аскинська крижана печера

З 1926 року спостерігалось збільшення льодяного покриву у 6 разів та збільшення кількості сталагмітів (їх раніше було 8). На думку науковців, такі зміни є наслідком:
- збільшення впливу атмосферних опадів
- бар'єрний характер хребта Улутау
- карстування порід, які легко пропускають вологу
- охолоджені в гірських долинах повітряні потоки
- розташування на півночі входу, який має теплоізоляційний покрив та складений щебенем і глиною
- густий ліс, який знижує температуру ґрунту